# Creativitate (religie)
Creativitatea (cunoscută înainte sub denumirea de Biserica Mondială a Creatorului sau Noua Biserică a Creatorului) este o mișcare religioasă nonteistă⁠(d), supremațistă și anticreștină care promovează naționalismul alb, antisemitismul și homofobia. Creativitatea a fost clasificată de către organizațiile Southern Poverty Law Center⁠(d) și Anti-Defamation League drept grup a cărui discurs incită la ură. Mișcarea a fost înființată în Lighthouse Point, Florida⁠(d) de către Ben Klassen sub denumirea de „Biserica Creatorului” în 1973, astăzi având filiale în numeroase state din Statele Unite precum și în Australia, Europa de Est și Marea Britanie.
Mișcarea este promovată de două organizații: Alianța Creativității (CA) - cunoscută și sub numele de Biserica Creativității - și Mișcarea Creativității. Cele două au origini comune, ambele fiind înființate în 2003 după ce succesorul lui Klassen, Matthew F. Hale, a fost arestat și condamnat la 40 de ani de închisoare.
Membrii mișcării au adoptat un punct de vedere naturalist⁠(d)și rasial⁠(d) fundamentat pe valori care să permită supraviețuirea și răspândirea rasei albe⁠(d). Aceștia au convingerea că un „război sfânt rasial” între „rasa albă și rasele de culoare” (unde sunt incluși evreii, negrii și persoanele metise).

## Istoric
Organizația a fost înființată sub denumirea de „Biserica Creatorului” de către Ben Klassen în 1973. Adepții religiei sunt numiți creatori, un termen preluat din autobiografia lui Adolf Hitler, Mein Kampf, unde acesta împărțea „rasele” în trei categorii, iar „rasa albă”, considerată „rasă superioară”, era denumită rasă „creatoare”. Hale a pierdut dreptul de a utiliza numele de „Biserica Creatorului” în Statele Unite în fața Bisericii Creatorului⁠(d), o organizație religioasă neafiliată din Ashland, Oregon⁠(d).
În 1996, Matthew F. Hale, alături de alți preoți ai Bisericii Creatorului, au înființat un grup diferit sub numele de „Biserica Mondială a Creatorului”.
În ianuarie 2003, Hale a fost arestat și acuzat că ar fi încercat să îl convingă pe directorul securității Anthony Evola să-l ucidă pe judecătorul Joan Lefkow⁠(d). Ca urmare a acestui fapt, Hale a fost judecat și condamnat la 40 de ani de închisoare. După procesul din 2003, Biserica Mondială a Creatorului s-a desființat, alte două grupuri distincte fiind înființate sub denumirea de ”Mișcarea Creativității” și „Alianța Creativității” sau „Biserica Creativității”. Un australian pe nume Cailen Cambeul este cofondatorul celui de-al doilea grup.

## Convingeri
Noțiunea de separatism alb reprezintă un element fundamental al mișcării. Membrii nu au voie să interacționeze cu persoanele de culoare și sunt obligați să respingă homosexualitatea, metisajul⁠(d) și superstiția. Statutul de membru este obținut numai dacă demonstrezi că din punct de vedere genetic ești „complet sau predominant” european.
Creativitatea are „Șaisprezece porunci” și „Cinci credințe fundamentale” pe care adepții trebuie să le recite de cinci ori pe zi, inclusiv credința că „rasa lor este religia lor”, că rasa albă este „creația supremă a naturii”, că loialitatea rasială reprezintă „cea mai mare onoare”, că trădarea de rasă este „cea mai mare crimă posibilă”, că ceea ce este avantajos pentru rasa albă este bun, iar ceea ce este dezavantajos este rău. De asemenea, aceștia susțin că Creativitatea este unica religie rasială adevărată a albilor, respingând astfel alte mișcări religioase rasiste precum Identitatea creștină și Wotanismul.
Grupul consideră cultura americană⁠(d) „decadentă” deoarece există o creștere a infracțiunilor comise de negri, a acceptării homosexualității, a căsătoriilor interrasiale, a consumului de droguri și a lipsei identității rasiale printre persoanele albe”. Conform Anti-Defamation League, adepții susțin că evreii doresc înrobirea tuturor raselor, cu precădere „distrugerea purității rasei albe”. Klassen le-a cerut membrilor să utilizeze termenul de „nigger” când se referă la persoanele de culoare și s-a opus supremaciștilor care utilizau cuvinte mai puțin jignitoare. La începutul anilor 2000, grupul și-a încurajat membrii să se mute în Central Illinois cu scopul de a înființa un „bastion al Creativității”.
Mișcarea promovează o dietă religioasă intitulată „Salubrious Living” care include consumul de fructe, însă nu este o condiție obligatorie pentru membri.

#### Viața de apoi și fenomenele supranaturale
Creativitatea respinge supranaturalismul și adoptă o poziție naturalist-panteistă față de natură, caracterizând-o drept „întreg cosmosul, universul integral, inclusiv milioanele de legi naturale în spațiu și timp”. Conform lui Klassen, „Un Creator nu este superstițios și disprețuiește credința în supranatural. El nu-și va pierde timpul dându-i crezare sau implicându-se în jocuri puerile cu fantome, spirite, zei sau demoni imaginari”. Grupul nu susține că natura este o entitate conștientă, dar consideră că legile naturii sunt „eterne”. Membrii nu cred în viața de apoi, moartea reprezentând doar unirea cu neantul. De asemenea, mișcarea susține că viața și moartea pe pământ trebuie privită într-un mod „rațional și neînfricat”.
Deși fondatorul este caracterizat de unii ca fiind ateu, iar Creativitatea o mișcare ateistă, Klassen însuși a respins termenul, considerând că ateismului îi lipsește un „program și un crez pozitiv” ca să-l transforme într-un bun înlocuitor pentru religiile avraamice și nu este inerent rasist. Atât ateismul, cât și mișcarea lui Klassen resping credințele supranaturale în zei, diavoli, spirite, rai sau iad.

#### Socialism rasial
Southern Poverty Law Center descrie ideologia mișcării drept neonazistă. Conform fondatorului, creativitatea nu reprezintă doar o altă etichetă pentru nazism, între cele două existând diferențe ideologice. Klassen a adoptat termenul de „socialism rasial” prin care își descrie ideologia. Acesta era un critic al democrației și milita pentru o societate meritocratică unde numai anumite persoane pot fi în funcții de conducere. Sub socialismul rasial, „albii ar lucra împreună pentru a atinge obiectivele comune, însă fără o planificare economică masivă în stilul Gosplanului sovietic”. Klassen a militat pentru o economie de piață limitată, considerând că activitățile sociale și economice ar trebui să fie în interesul celor albi. Acesta a criticat tendința mișcărilor de stânga de a recruta din clasa muncitoare albă: „Toți membrii [albi] ai comunității naționale sau rasiale ... aveau un rol important de jucat”.

#### Activism
Mișcarea a recurs la prozeliți cu scopul de a răspândi cărțile lui Klassen -Nature's Eternal Religion și The White Man's Bible - în 10 milioane de exemplare. Conținutul acestora se concentrează pe subiectul teoriei genocidului alb despre care se susține că este comis prin schimbări demografice care conduc la metisaj.
Potrivit organizației Ontario Consultants on Religious Tolerance, mișcarea religioasă se opune săvârșirii de activități ilegale și violente. Manualul membrilor precizează că toți cei implicați în activități criminale vor fi excomunicați. Cu toate acestea, grupul a fost implicat în crime violente motivat religios sau rasial. „Războiul sfânt rasial” (Rahowa) reprezintă pentru aceștia un război religios de autoapărare. În Biblia Omului Alb se susține că un guvern controlat de evrei va împiedica promovarea legală a mișcării și le transmite cititorilor că la momentul respectiv - când evreii ne vor forța mâna - va fi necesară implementarea unor măsuri dure prin intermediul oricăror mijloace, fie ele legale sau ilegale, care să permită supraviețuirea rasei albe și eliminarea inamicilor.

## Reorganizare

#### Mișcarea Creativității
Matthew F. Hale a înființat Noua Biserică a Creatorului în 1996, redenumită ulterior Biserica Mondială a Creatorului, care reprezinta o nouă organizație, diferită de cea fondată de Ben Klassen în 1973. Până la arestarea sa în 2003, Hale a fost unicul Pontifex Maximus al bisericii. După condamnarea acestuia, Mișcarea Creativității a fost înființată cu scopul de a continua promovarea religiei. Sediul central al organizației este situat în Zion, Illinois⁠(d), iar o mare parte din membrii săi locuiesc în statul Montana. De asemenea, aceștia susțin că au 24 de filiale regionale în SUA și alți adepți „peste tot în lume”.
În 2000, organizația TE-TA-MA Truth Foundation a intentat un proces împotriva Bisericii Mondiale a Creatorului pe motiv că au utilizat numele „Biserica Creatorului”. Grupul din Oregon a înregistrat brandul în 1982. Judecătorul Joan Lefkow a dat câștig de cauză Bisericii Mondiale a Creatorului. Grupul a făcut recurs, iar Lefkow a modificat sentința. Începând din decembrie 2002, organizația lui Hale risca să fie amendată cu 1.000$ pe zi dacă continuă să utilizeze marca înregistrată. Încercările de a schimba decizia instanței au fost respinse de Curtea Supremă în 2003. Hale a fost acuzat de sfidare a curții și că a planificat uciderea judecătorului Joan Lefkow. A fost condamnat la 40 de ani de închisaore pe 6 aprilie 2005. Bill White⁠(d) a fost condamnat pentru amenințarea unui jurat în cazul Matthew Hale și condamnat la 42 de luni de închisoare.

#### Alianța Creativității
Cailen Cambeul, cunoscut sub numele Colin Campbell, a cofondat în 2009 organizația Alianța Creativității. În 2010, Joseph Esposito ocupă funcția de Pontifex Maximus al organizației (Biserica Creatorului din Oregon). Alianța Creativității a activat pentru o scurtă perioadă sub denumirea de Cruciații Albi ai Rahowa - înființată de către foștii membri ai Bisericii Mondiale a Creatorului după arestarea lui Hale. Conform unui raport al Southern Poverty Law Center, Alianța Creativității avea în 2015 filiale în statele Georgia, Pennsylvania, Carolina de Sud, Utah și Vermont.
Randolph Dilloway, fost Hasta Primus (secretar) al Alianței Creativității și fondator al fostei Bisericii a Creativității din Munții Biserici a Creativității din Munții Fumurii, a ocupat funcția de contabil în cadrul National Alliance - fosta organizație neonazistă condusă de William Luther Pierce. După ce a descoperit o suită de erori financiare ale fostei conduceri, Dilloway a contractat poliția și Southern Poverty Law Center cu scopul de a furniza documente care demonstrază fapte de fraudă și delapidare comise de membrii grupului.
În 2017, Alianța Creativității a fost acuzată că distribuie pliante în Pittsburgh, Pennsylvania. Printre cei arestați a fost un membru al Bisericii Creatorului din Georgia care a încercat în trecut să producă otravă cu ricină și Hardy Lloyd, membru din Pennsylvania, arestat deoarece a încălcat condițiile eliberării condiționare prin distribuirea de pliante cu teme rasiste, posesie de arme de foc și utilizarea unor forumuri asociate mișcărilor supremaciste.